# Polityka antycykliczna
Polityka antycykliczna to polityka przeciwdziałania nadmiernym wahaniom tempa wzrostu PKB wywołanym przez cykle koniunkturalne. Ma ona na celu umacnianiu popytu krajowego (spożycia indywidualnego, spożycia zbiorowego oraz nakładów inwestycyjnych brutto) w okresie, gdy gospodarka jest w fazie spowolnienia (zła koniunktura) lub na ograniczaniu dynamiki popytu krajowego wtedy, gdy gospodarka rozwija się zbyt szybko i jest w fazie ożywienia. Instrumenty tworzące politykę antycykliczną to szeroki wachlarz środków łagodzących załamania kryzysowe i zapobiegających przegrzaniu koniunktury. Państwo reguluje poziom aktywności prywatnych przedsięwzięć gospodarczych, oddziałując na wielkość i strukturę popytu poprzez regulację obiegu pieniężnego. W działaniach tych możemy rozróżnić narzędzia z zakresu polityki pieniężnej i fiskalnej.
Ingerencja w działanie mechanizmu pieniężno-kredytowego w celu utrudnienia bądź ułatwienia dostępu podmiotów gospodarczych do pieniądza, odbywa się za pomocą stóp procentowych banku centralnego. Zniżkowe tendencje koniunkturalne wymagają więc obniżenia kosztów kredytu, natomiast w sytuacji przeciwnej korzystne jest podniesie stopy procentowej jako sposób przeciwdziałający nadmiernemu inwestowaniu.
W zakresie polityki fiskalnej to obniżenie deficytu budżetowego (poprzez ograniczenie wydatków lub wzrost dochodów podatkowych) w okresie ożywienia, ogranicza dynamikę konsumpcji zbiorowej lub wpływa na ograniczenie spożycia indywidualnego. W okresie spowolnienia podejmowane są działania odwrotne: zachęca się do wzrostu popytu krajowego obniżając podatki, lub zwiększając wydatki publiczne (prowadzi to do wzrostu deficytu budżetowego).
Realizacja polityki antycyklicznej jest zazwyczaj jednym z celów rządu i banku centralnego. Zdarza się jednak czasem, że instytucje te bardziej lub mniej świadomie prowadzą działania odwrotne: tj. przyczyniają się do dalszego wzrostu dynamiki popytu w okresie ożywienia (pogłębiając zjawiska narastania nierównowagi gospodarczej) lub do dalszego ograniczenia dynamiki popytu w okresie spowolnienia. Politykę taką – zazwyczaj nieplanowaną – nazywamy polityką procykliczną.